# Lloyd Alexander
Lloyd Chudley Alexander (* 30. Januar 1924 in Philadelphia, Pennsylvania; † 17. Mai 2007 in Drexel Hill, Pennsylvania) war ein US-amerikanischer Schriftsteller.
Alexander schrieb viele Fantasy-Kinder- und Jugendbücher sowie einige Romane für Erwachsene. Sein wohl berühmtestes Werk sind die fünfteiligen Chroniken von Prydain. Die ersten beiden Teile waren die Vorlage für den Disney-Zeichentrickfilm Taran und der Zauberkessel. Die Bücher spielen in dem fiktiven Land Prydain und basieren lose auf walisischen Mythen und dem Mabinogion, einer walisischen Geschichtensammlung, die im Mittelalter aufgezeichnet wurde.

## Biografie
Nach seinem Highschool-Abschluss nahm Alexander einen Job als Laufbursche einer Bank an und besuchte mit Hilfe des dort verdienten Geldes anschließend für ein Trimester das örtliche College, um Literatur zu studieren. 1942 trat Alexander in die US Army ein, in der er zum militärischen Geheimdienst nach Maryland kam und anschließend nach Wales versetzt wurde. Dort, fasziniert von der Landschaft, den Burgen und der seltsamen Sprache, sammelte er zahlreiche Eindrücke, die ihm in späteren Jahren als Autor zugutekamen. Anfang 1945 kam Alexander zu einer Gegenspionage-Einheit nach Paris.
Nach seinem Militärdienst im Zweiten Weltkrieg besuchte Alexander die Universität Sorbonne von Paris, an der er die Französin Janine Denni kennenlernte. Sie heirateten am 8. Januar 1946 und zogen bald darauf mit ihrer Tochter Madeleine nach Drexel Hill, Pennsylvania, nicht weit von seinem Elternhaus entfernt.
In den darauf folgenden Jahren, nachdem seine ersten Romane abgelehnt worden waren, verdiente Alexander sein Geld mit Lektorats- und Layout-Arbeiten für Zeitschriften und Werbeagenturen sowie dem Übersetzen von Werken Jean-Paul Sartres oder Paul Éluards. Erst 1955 wurde seine erste Erzählung And Let The Credits Go veröffentlicht. Sein erster Jugendroman, Time Cat, folgte 1963. Bei den Recherchen zu diesem Buch stieß er auf die walisische Sagenwelt des Mabinogion. Alexander beschloss, auf der Basis dieser Erzählungen die Chroniken von Prydain um die Hauptfigur Taran zu schreiben, die ihn schließlich weltberühmt machte.
Ursprünglich war es als Trilogie geplant mit dem Haupttitel The Sons of Llyr (‚Die Söhne von Llyr‘). Die einzelnen Bände sollten The Battle of the Trees (‚Die Schlacht der Bäume‘), The Lion with the Steady Hand (‚Der Löwe mit der sicheren Hand‘) und Little Gwion (‚Kleiner Gwion‘) heißen. Nach Beendigung des ersten Bandes gab er diesem auf Anraten von Nancy Hogrogian vom Holt Verlag einen neuen Titel. Kurz vor der Veröffentlichung entschied er sich die Reihe Die Chroniken von Prydain zu nennen. Zu den Chroniken zählen auch die Geschichten Coll and His White Pig (1965) und The Truthful Harp (1967), die ebenfalls in dieser Zeit erschienen. Sie erzählen Geschichten aus Prydain, die vor den Abenteuern Tarans spielen.
Deren fünfter Band wurde mit der John Newbery Medal, dem angesehensten US-amerikanischen Kinder- und Jugendbuch-Preis, geehrt.

## Werke

### Die Chroniken von Prydain
(Originaltitel: The Chronicles of Prydain), Pentalogie
Einzelausgaben
1. Taran und das Zauberschwein. oder Das Buch der Drei. (engl. The Book of Three.) (1964).
2. Taran und der Zauberkessel. oder Der schwarze Kessel. (engl. The Black Cauldron.) (1965).
3. Taran und die Zauberkatze. oder Die Prinzessin von Llyr. (engl. The Castle of Llyr.) (1966).
4. Taran und der Zauberspiegel. oder Der Spiegel von Llunet. (engl. Taran Wanderer.) (1967).
5. Taran und das Zauberschwert. oder Der Fürst des Todes. (engl. The High King.) (1968) – Gewinner der Newbery Medal, 1969.

Als Sammelband in zwei Ausgaben erschienen.
- Lloyd Alexander: Taran – Die dunkle Seite der Macht. cbj-Verlag, München 2006, ISBN 3-570-13196-3. (Enthält Band 1 bis 3)
- Lloyd Alexander: Taran – Die Reise zum Drachenberg. cbj-Verlag, München 2006, ISBN 3-570-13197-1. (Enthält Band 4 und 5)

Weitere Geschichten von Taran
- Lloyd Alexander: Der Findling und andere Geschichten aus Tarans Welt. Bastei Lübbe, Köln 2003, ISBN 3-404-20475-1. (Aus dem amerikanischen Original (1973) The Foundling and Other Tales of Prydain. übersetzt von Helmut W. Pesch – Sammlung von Kurzgeschichten, die in Tarans Welt Prydain spielen.)

### Die Westmark-Trilogie
(Originaltitel: The Westmark Trilogy)
- Aufruhr in Westmark. (engl. Westmark) (1981); Der  Setzerjunge. ISBN 3-404-20494-8. (Bastei-Lübbe Band 20494, 1. Auflage. September 2004).
- Der Turmfalke. (engl. The Kestrel) (1982) ISBN 3-404-20502-2.
- Die Bettlerkönigin. (engl. The Beggar Queen) (1984) ISBN 3-404-20503-0.

### The Vesper Holly series
(nur zum Teil übersetzt)
1. Abenteuer in Illyrien. (engl. The Illyrian Adventure. 1986) (1988)
2. Das El Dorado-Abenteuer. (engl. The El Dorado Adventure. 1987)
3. Das Drachenberg-Abenteuer. (engl. The Drakenberg Adventure. 1988) (1990)
4. The Jedara Adventure. (1989)
5. The Philadelphia Adventure. (1990)
6. The Xanadu Adventure. (2005)

### Andere
- And Let the Credit Go. (1955) (erstes veröffentlichtes Buch).
- My Five Tigers. (1956).
- August Bondi: Border Hawk. (1958).
- Aaron Lopez: The Flagship Hope. (1960).
- Fifty Years in the Doghouse. (1963).
- Die Zeitkatze. (engl. Time Cat: The Remarkable Journeys of Jason And Gareth. (1963)).
- Coll and His White Pig. (1965).
- The Truthful Harp. (1967).
- The Marvelous Misadventures of Sebastian. (1970).
- The King's Fountain. (1971).
- The Four Donkeys. (1972).
- The Cat Who Wished to Be a Man. (1973).
- Mallory und der Zauberer im Baum. (engl. The Wizard in the Tree. (1974)).
- Lukas Kasha oder der Trick des Gauklers. oder Drei Leben für Lukas Kasha. (engl. The First Two Lives of Lukas-Kasha. 1978) (etwa 1983).
- The Remarkable Journey of Prince Jen. (1991).
- The Fortune-Tellers. (1992).
- The Arkadians. (1995).
- The House Gobbaleen. (1995).
- The Iron Ring. (1997).
- Gypsy Rizka. (1999).
- How the Cat Swallowed Thunder. (2000).
- The Gawgon and the Boy. (2001).
- The Rope Trick. (2002).
- The real Finn Hass. (2006).

## Sonstiges
- Die ersten zwei Bände der Pentalogie Die Chroniken von Prydain sind von Otfried Preußler ins Deutsche übersetzt worden. Die meisten anderen Werke übersetzte Wolf Harranth.
- Zusätzlich zu der Verfilmung (deutscher Titel – Taran und der Zauberkessel) durch die Disney Studios, wurde die Geschichte von Taran als Computerspiel The Black Cauldron herausgegeben.
- Unter dem Namen “Lloyd Alexander” wurde in den 1950er Jahren ein Kleinwagen der zur Borgwardgruppe gehörenden Lloyd Motoren Werke GmbH in Bremen hergestellt.

## Auszeichnungen
- 2003: World Fantasy Award für sein Lebenswerk
- 2005: Nominierung zum Astrid Lindgren Memorial Award (ALMA)[2]